# مجموعة تاتا
مجموعة تاتا (بالإنجليزية: Tata Group)‏ (بالهندي: टाटा समूह)، في يناير من عام 2008 دشن راتان تاتا رجل الأعمال الهندي السيارة الشعبية التي تعتبر أول سيارة ركوب تنتجها الهند ولا يتجاوز سعرها 2500 دولار.... ومنذ أكثر من 130 عاما، وتحديدا في عام 1868 كان جامستي تاتا الجد والذي يلقب بـ «أب الصناعة الهندية» يؤسس ما سوف يعرف لاحقا باسم «مجموعة تاتا».
مجموعة تاتا لديها عمليات في أكثر من 80 بلدا في القارات الست وتصدر منتجاتها وخدماتها إلى الشركات في 80 دولة. مجموعة تاتا تضم 114 شركة والشركات التابعة لها في ثمانية قطاعات الأعمال، الشركات التي تشكل جزءا رئيسياً من المجموعة هي تاتا ستيل (بما في ذلك أوروبا تاتا ستيل)، تاتا موتورز (بما في ذلك جاغوار ولاند روفر)، وشركة تاتا للخدمات الاستشارية، شركة تاتا للتكنلوجيا، شركة تاتا للشاي (بما في ذلك Tetley)، تاتا للمواد الكيميائية، تيتان للصناعات، شركة تاتا للطاقة، وتاتا للاتصالات، وخدمات الاتصالات، وفندق تاج محل.
الرئيس الحالي لمجموعة تاتا هو راتان تاتا، الذي تولى السلطة في عام 1991 ويعد واحدا من الشخصيات التجارية الدولية الكبرى. في 9 فبراير 2011 حريق ضخم قد اندلع في بيت بومباي (مقر مجموعة تاتا)، مما تسبب في مقتل ثلاثة أشخاص وإصابة واحدة،

## تاريخ

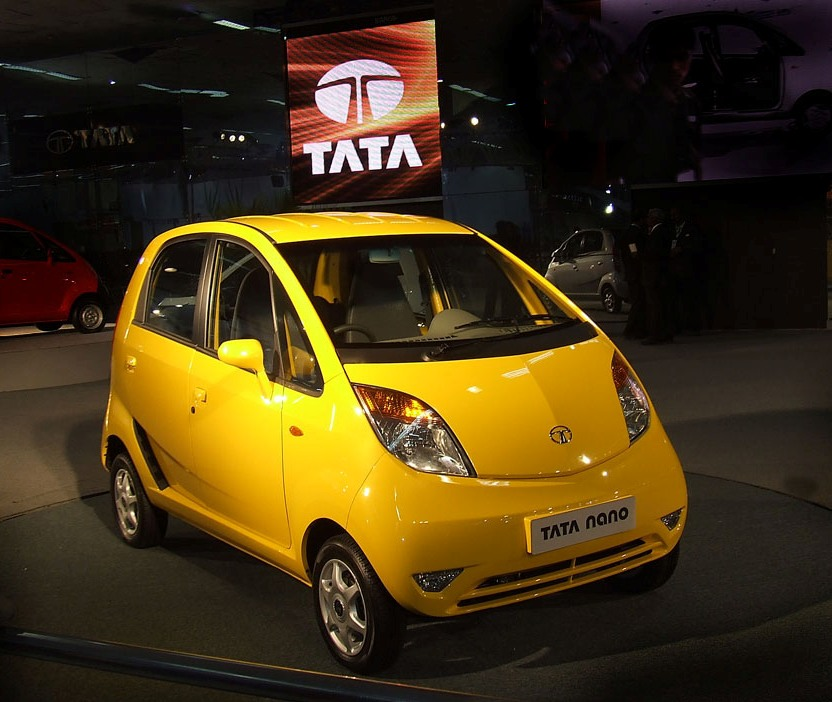
سيارة تاتا نانو (Tata Nano)، ارخص سيارة في العالم

استقلال الهند رهن بقوة اقتصادها، هذه هي الحكمة التي آمن بها جامستي تاتا المؤسس، الذي ولد في قرية صغيرة جنوب ولاية جوجارات الهندية في مارس من عام 1839 لأب كان هو رجل الأعمال الأول في عائلة من رجال الدين، وبعد أن تخرج جامستي من كلية إلفنستون في بومباي عام 1858 التحق بأبيه في عمله التجاري، وفي عام 1869 اشترى معصرة زيوت مفلسة وحولها إلى محلج للقطن لكنه ما لبث أن باعها، وأسس محلجا جديدا.
كان جامستي يعيش حين أعلنت الملكة فيكتوريا الهند جزءا من الإمبراطورية البريطانية، وفي رحم الاحتلال نشأ جامستي وطنيا يحلم بالاستقلال والاكتفاء الذاتي لبلاده، واستهل مشروعاته لتحقيق ذلك بإنشاء مصانع «سواديشي ميلز» لدعم وترويج المنسوجات الهندية بديلا عن الأقمشة البريطانية، وظل يحلم بأربعة أشياء يرى فيها رموزا لحلم الاستقلال الاقتصادي أولها شركة للحديد والصلب، وثانيها معهد تعليمي على مستوى عالمي، وثالثها فندق، ورابعها محطة لتوليد الكهرباء.
وعلى الرغم من وفاته عام 1904 ولا زال الاحتلال جاثما على أرض الهند، ولم يحقق إلا ربع أحلامه فقط بإنشائه فندق تاج محل عام 1902 كأول فندق هندي، إلا أن أحلامه تحققت في عهود خلفائه، فقد تأسست شركة تاتا للصلب لتصبح أكبر شركة للحديد والصلب في آسيا، وخامسة الشركات العالمية بإنتاج يصل إلى 28 مليون طن من الصلب سنويا، كما تأسس معهد تاتا للبحوث الأساسية عام 1945 بدعم من جي آر دي تاتا، كما تأسست شركة «تاتا للطاقة» لتصبح أكبر شركة هندية خاصة لإنتاج الطاقة الكهربائية بما يناهز 2300 ميجا وات.

### وفاة جامستي
بعد وفاة جامستي تولى ابنه الأكبر دورابجي تاتا أعمال أبيه والتي كانت تتمثل في 3 محالج للقطن، وفندق. كان جامستي تاتا دوراجبي الذي ولد عام 1859 وتعلم في كل من الهند وبريطانيا قد وضع نصب عينيه منذ توليه المسئولية تحقيق أحلام أبيه، وبالفعل نجح في تأسيس شركة تاتا للحديد والصلب عام 1907، وثلاث شركات لإنتاج الكهرباء، وواحدة من أكبر شركات التأمين الهندية.
ولدى وفاة زوجته عام 1931 بسرطان الدم أسس دوراجبي وقفية تذكارية باسمها لدراسات وأبحاث أمراض الدم، كما أسس قبيل وفاته عام 1932 صندوقا وقفيا آخر لدعم تقدم التعليم والبحوث والإغاثة في حالات الكوارث دون تمييز بين المستفيدين على أساس الموطن أو الجنسية أو العقيدة، كما قدم الدعم المالي الأولي لتأسيس المعهد الهندي للعلوم في بانجالور.

### وفاة دورابجي
بعد وفاة دورابجي تولى ابن عمه جي آر دي تاتا مسئولية شركات أبناء تاتا، كان جي آر دي قد ولد عام 1904 لأم فرنسية وأب هو ابن العم المباشر لجامستي تاتا، وتلقى تعليمه الأول في مدارس فرنسا، واستكملها في كل من الهند وبريطانيا، ثم أصبح أول طيار في الهند، وأسس أول شركة طيران تجارية في الهند «تاتا للطيران» والتي عرفت لاحقا باسم طيران الهند، ومن ثم لقب بأبو الطيران المدني في الهند.
وقد تولى جي آر دي مسئولية شركات تاتا وهو في الرابعة والثلاثين من عمره، وعلى يديه ازداد عدد الشركات من 15 إلى 100 شركة، كما ازدادت قيمة أول تلك الشركات 161 مرة، لكن السمة المميزة له فضلا عن نجاحه في مجال الأعمال هو نزاهته، والتي تجلت في رفضه التقرب إلى السياسيين بالرشا، أو العمل في السوق السوداء، الأمر الذي أدى إلى أن تتوج أعماله بعدد من الجوائز التي حصل عليها في كل من فرنسا والهند، قبل أن يتوفى عام 1993 في سويسرا.

### التطوير الإداري لتخطي العجز

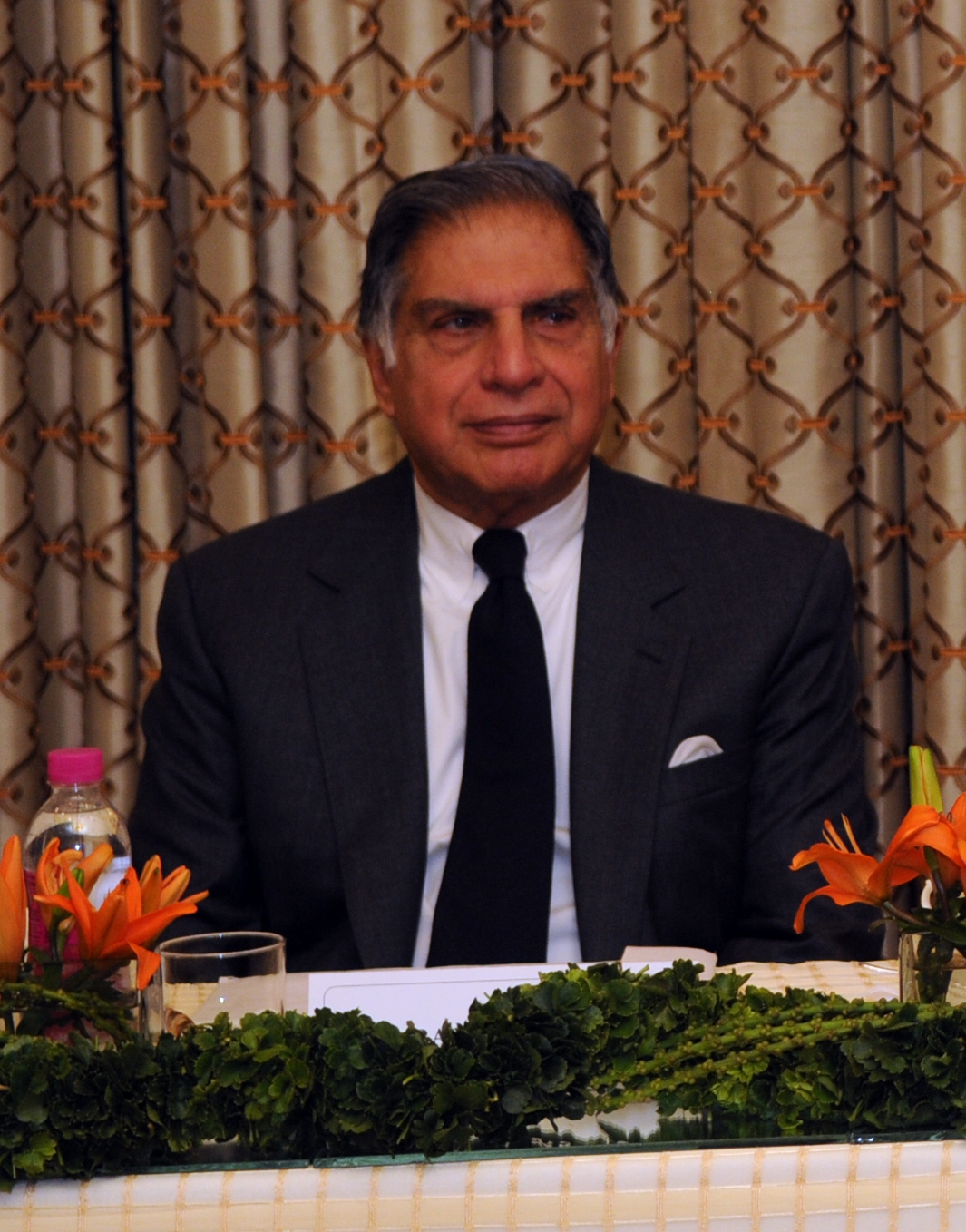
راتان تاتا

كان راتان تاتا قد تسلم رئاسة مجموعة تاتا عام 1991 باعتباره أكبر أحفاد جامستي تاتا، كان راتان قد تعلم الهندسة المعمارية وعلم الإدارة في الهند والولايات المتحدة، ثم التحق بمجموعة شركات تاتا عام 1962، وخلال عقدي السبعينات والثمانينات واجهت الشركة عددا من الصعوبات بسبب الأنماط القديمة لإدارة الشركة، وبسبب بعض السياسات والإجراءات الاقتصادية التي اتخذتها بعض الحكومات الهندية، مما اضطر المجموعة للتفريط في بعض شركاتها.
تقول "روبين ميريديث" صاحبة كتاب الفيل والتنين، أنه "حينما تولى راتان تاتا زمام الأمور في أثناء الأزمة الاقتصادية العام 1991 كان الكثير من الشركات المتعددة الأنشطة عاجزة عن المنافسة خارج الهند، بل وعاجزة عن المنافسة ضد الشركات الأجنبية التي تبيع داخل الهند
وكانت شركة تاتا للصلب وهي شركة صاحبة مكانة مهيبة واحدة من أصعب الحالات، إذ على الرغم من أنها أحد العمد الأساسية في تاريخ الشركات، فضلا عن ارتباط اسمها في زهو بحركة استقلال الهند، فإن شركة تاتا للصلب أضحت متخلفة كثيرا بحلول العام 1991.
وحفز هذا تاتا أن يقول للإدارة إنه سيغلق الشركة ما لم يغيروا الوضع جذريا، وبعد أن أفاق المديرون من الصدمة، انكبوا على العمل والتفكير واستطاعوا في سنوات قليلة أن يجعلوا من الشركة واحدة من أكثر شركات إنتاج الصلب في العالم قدرة وكفاءة، وتكررت القصة نفسها واحدة بعد أخرى في مجموعة شركات تاتا".

### تاتا اليوم
اليوم بعد مرور أكثر من 130 عاما من تاريخ مجموعة تاتا، فإن الأرقام تدلنا على أن 66% من قيمة أسهم رأسمال المجموعة مرصود في شكل صناديق ووقفيات من أفراد أسرة تاتا على المشاريع الخيرية والتنموية التي تعمل في مجالات البحث العلمي والاجتماعي والتدريب والخدمات الصحية والتكنولوجيا البيئية، إضافة إلى مركز للفنون.
ورغم ذلك فإن حجم استثمارات الشركة يبلغ مئات المليارات بعشرات الشركات التي تعمل في مجالات الاستشارات والصناعات الهندسية، والطاقة، والكيماويات، والخدمات، والسلع الاستهلاكية، وتكنولوجيا المعلومات والاتصالات،

## رؤساء مجلس الإدارة
عادة ما يكون رئيس شركة أبناء تاتا Tata Sons هو رئيس مجموعة تاتا Tata Group. اعتبارًا من عام 2020، كان هناك سبعة رؤساء لمجموعة تاتا.
- جامسيتجي تاتا (1868–1904)
- السير دوراب تاتا (1904-1932)
- نوروجي ساكلاتوالا (1932-1938)
- جي آر دي تاتا (1938-1991)
- راتان تاتا (1991-2012)
- سايروس ميستري (2012 - 2016)
- راتان تاتا (2016-2017)
- ناتاراجان شاندراسيكاران (2017 إلى الوقت الحاضر)[6]

## الشركات التابعة
مجموعة شركات تاتا لديها العديد من الشركات التابعة. تعمل هذه الشركات التابعة في جميع القطاعات تقريبًا. يسرد هذا القسم شركات تاتا وتفاصيل أعمالها:

### المواد الكيماوية
- تاتا للمواد الكيماوية (Tata Chemicals)، مقرها في مومباي، الهند.
  - تاتا سواتش
  - تاتا للمواد الكيماوية بأوروبا
    - شركة مقادي صودا
- أدفينوس ثيرابيوتيكس Advinus Therapeutics، مقرها في بنغالور، الهند، وهي منظمة بحثية تركز على التطوير والتنمية للصناعات الدوائية، والصناعات الزراعية في مجالات التكنولوجيا الحيوية.
- راليس الهند
- تاتا للأصباغ (بالإنجليزية: Tata Pigments)

### صناعة السلع الاستهلاكية سريعة التداول
- ديكور كازا
- سيراميك تاتا
- TRL Krosaki Refractories Limited
- منتجات تاتا الاستهلاكية، ثاني أكبر مصنع عالمي للشاي.
  - تاتا للملح
  - تاتا سامبان
  - ماركة مياه الهيمالايا المعدنية
  - I-shakti
  - شاي تاتا
    - تتلي

  - تاتا كوفي
    - قهوة الثامنة

  - تاتا ستاربكس، شركة مشتركة بنسبة 50:50، مملوكة لشركة Starbucks Corporation وTata Consumer Products
- تاتا زويا
- صناعات تايتان
  -  فاست تراك، ماركة أزياء الشباب
  - تايتان إي بلس (Titan Eye +)، متاجر نظارات
  - تانيشك
- فولتاس، شركة الإلكترونيات الاستهلاكية

### البيع بالتجزئةوالتجارة الإلكترونية
- التجزئة إنفينيتي (كرومه)
- ترينت (ويستسايد)
- مكتبات لاندمارك
- ستار بازار
- Tata Cliq كمنصة للتجارة الإلكترونية
- Tata cliq luxury الفاخرة كتسوق الماركات الفاخرة
- Starquik كمتجر بقالة عبر الإنترنت بواسطة Tata Enterprise

### الطاقة
- شركة Hooghly Met Coke and Power
- شركة جامشيدبور للمرافق والخدمات
- نقل Powerlinks
- Tata Power، إحدى أكبر شركات الطاقة في القطاع الخاص والمعروفة باسمها في الصناعات الهندية، تمد مدينة مومباي، العاصمة التجارية للهند، بالطاقة الكهربائية، وارسالها الكهرباء للضواحي الشمالية للعاصمة نيودلهي
  - شركة Tata Power Delhi Distribution Ltd (المعروفة سابقًا باسم North Delhi Power Ltd)
  - Tata Power Solar، وهي مشروع مشترك بين شركة تاتا للطاقة الشمسية وشركة بريتيش بتروليوم (بالإنجليزية: BP Solar)، وهي الآن شركة مملوكة بالكامل
  - تجارة تاتا للطاقة

### الهندسية
- حلول التصنيع TAL
- Tata Advanced Systems Limited
- مواد تاتا المتقدمة
- Tata AutoComp Systems Limited (TACO)
- تاتا كومينز
- تاتا موتورز، أكبر شركة هندية لتصنيع المركبات التجارية و سيارات الركاب؛ الشركة الأم لـ:
  - هيسبانو كاروسيرا
  - جاغوار لاند روفر (تصنيع السيارات تحت  Jaguar ولاند روفر marques)
  - مركبة تاتا دايو التجارية
  - تاتا ماركوبولو
  - المركز الفني الأوروبي لشركة تاتا موتورز
  - تاتا هيتاشي لآلات البناء
  - Tata Technologies Limited
    - INCAT
- صناعات تاتا الدقيقة
- مشاريع تاتا
- TRF
- مركز فولتاس الهندسي العالمي
- تيتانكس

### نظم المعلومات والاتصالات
- Nelco Ltd. (شركة الإذاعة والإلكترونيات الوطنية)
  - Nelito Systems - بدأت كشركة IT JV لشركة Nelco وإتوتشو، اشترت DTS اليابانية الشركة
- تاتا كوميونيكيشنز
  - VSNL International Canada
- Tata Consultancy Services Ltd. ( TCS)، إحدى أكبر شركات خدمات تكنولوجيا المعلومات في العالم
  - CMC Limited
  - مختبرات البحوث الحاسوبية
- Tata Business Support Services
- تاتا Elxsi  [لغات أخرى]‏
- Tata Teleservices
  - تاتا سكاي
  - Tata DoCoMo
- Tatanet، إدارة الاتصال ومزود خدمة VSAT

### الخدمات
- Drive India Enterprise Solutions
- Mjunction Services Limited
- تاتا نيويورك

#### الخطوط الجوية
- طيران آسيا الهند مشروع مشترك مع طيران آسيا
- فيستارا مشروع مشترك مع الخطوط الجوية السنغافورية

#### تقديم الطعام
- بومباي براسيري
- التنين الذهبي
- الوسابي
- الجناح التايلاندي
- بيت مينغ

#### الفنادق
- شركة الفنادق الهندية
  - amã Stays & Trails
  - اختيارات
  - شركة الجذور
    - فنادق جينجر

  - فنادق تاج
    - فيفانتا باي تاج
    - تاجير
    - عطلات تاج

  - فنادق ومنتجعات ذا جيت واي

#### الخدمات المالية
- Indicash ATM (أول وأكبر شبكة صراف آلي في الهند  white-label
- e-Nxt Financials Ltd.
- تاتا AIA للتأمين على الحياة
- شركة تاتا إيه آي جي للتأمين العام
- إدارة أصول تاتا
- تاتا كابيتال
- حلول الدفع لشركة تاتا كوميونيكيشنز (الخدمات المصرفية والمالية)
- تاتا للخدمات المالية

#### الشركات القابضة
- تاتا أفريقيا القابضة
- تاتا انترناشيونال ايه جي
- شركة تاتا للاستثمار
- تاتا المحدودة

#### عقارات
- شركة تاتا لتطوير الإسكان المحدودة (THDC)
- شركة تاتا العقارية والبنية التحتية المحدودة

#### الخدمات التنظيمية
- خدمات تاتا الصناعية
- خدمات إدارة الجودة في تاتا
- خدمات تاتا
- مجموعة تاتا للإدارة الإستراتيجية

#### اللوجستيات
- TKM العالمية واللوجستية وسلسلة التوريد

### الحديد والفولاذ
- جاميبول
- نات ستيل القابضة
- محامل تاتا
- تاتا ستيل
- تاتا بلوسكوب ستيل
- تاتا ميتاليكس
- تايو رولز
- اسفنجة حديد تاتا
- تاتا ستيل أوروبا
- تاتا ستيل KZN
- تاتا ستيل بي اس ال
- شركة تاتا لتجهيز وتوزيع الحديد
- شركة صفيح الهند
- TM الدولية للخدمات اللوجستية

### عمليات الاستحواذ
- فبراير 2000 - Tetley Tea Company شركة تيتلي للشاي، 407 مليون دولار [7]
- مارس 2004 - شركة دايو للسيارات التجارية 102 مليون دولار
- أغسطس 2004 - NatSteel's Steel، بقيمة 292 مليون دولار
- نوفمبر 2004 - شبكة تايكو العالمية 130 مليون دولار
- يوليو 2005 - Teleglobe International Holdings، 239 مليون دولار
- أكتوبر 2005 - شركة Good Earth Corporation
- ديسمبر 2005 - ميلينيوم ستيل، تايلاند، 165 مليون دولار
- ديسمبر 2005 - برونر موند للكيماويات 10 ملايين دولار
- يونيو 2006 - Eight O'Clock Coffee، بقيمة 220 مليون دولار
- نوفمبر 2006 - ريتز كارلتون بوسطن 170 مليون دولار
- يناير 2007 - مجموعة كوروس 12 مليار دولار
- آذار (مارس) 2007 - فحم PT Kaltim Prima (KPC) (شركة Bumi Resources)، 1.1 مليار دولار
- أبريل 2007 - فندق كامبتون بليس، سان فرانسيسكو، 60 مليون دولار
- يناير 2008 - شركة Imacid الكيميائية، المغرب [8]
- فبراير 2008 - المنتجات الصناعية الكيميائية العامة، مليار دولار
- مارس 2008 - سيارات جاكوار ولاند روفر، 2.3 مليار دولار
- مارس 2008 - Serviplem SA، إسبانيا
- أبريل 2008 - Comoplesa Lebrero SA، إسبانيا
- مايو 2008 - Piaggio Aero Industries S.p.A، إيطاليا - بيعت في عام 2015
- يونيو 2008 - شركة China Enterprise Communications، الصين
- أكتوبر 2008 - ميلجو جرينلاند / إنوفاسجون، النرويج
- أبريل 2010 - هيويت روبينز إنترناشيونال، المملكة المتحدة
- يوليو 2013 - Alti SA، فرنسا
- ديسمبر 2014 - شركة منتجات الطاقة المحدودة، الهند
- يونيو 2016 - Welspun Renewables Energy، الهند
- مايو 2018 - بوشان ستيل ليمتد، الهند

### الشركات السابقة
- أنظمة تاتا التفاعلية
- تاتا بترودين

## الأعمال الخيرية والمسؤولية المجتمعية
ساعدت مجموعة تاتا في إنشاء وتمويل العديد من المعاهد البحثية والتعليمية والثقافية في الهند، وحصلت على ميدالية كارنيجي للأعمال الخيرية. بعض المعاهد التي أنشأتها مجموعة تاتا هي:
- معهد تاتا للبحوث الأساسية
- معهد الطاقة والموارد (المعروف سابقًا باسم معهد تاتا للطاقة والبحوث)، وهو معهد أبحاث غير حكومي
- مركز JRD Tata Ecotechnology
- المركز الوطني للفنون المسرحية
- مركز تاتا للتكنولوجيا والتصميم في معهد ماساتشوستس للتكنولوجيا
- مركز تاتا للتكنولوجيا والتصميم في آي آي تي بومباي
- أكاديمية تاتا للكريكيت
- أكاديمية تاتا لكرة القدم
- معهد تاتا للعلوم الاجتماعية
- مركز تاتا للتدريب الإداري
- مركز تاتا الطبي، تم افتتاحه في 16 مايو 2011 من قبل راتان تاتا
- مستشفى تاتا التذكاري
- مستشفى تاتا للسرطان
- Tata Trusts، مجموعة من المنظمات الخيرية التي يديرها رئيس تكتل الأعمال أبناء تاتا Tata Sons

في عام 2008، تبرعت مجموعة تاتا بمبلغ 50 مليون دولار أمريكي لجامعة كورنيل من أجل «برامج الزراعة والتغذية في الهند ولتعليم الطلاب الهنود في جامعة كورنيل.» 
في عام 2010، تبرعت Tata Group بـ ₹ 2.20 مليار (50 مليون دولار أمريكي) لكلية هارفارد للأعمال لبناء مبنى أكاديمي وسكني لبرامج التعليم التنفيذي في حرم المعهد في بوسطن، ماساتشوستس. المبنى، المعروف الآن باسم قاعة تاتا، [18] هو أكبر هبة تلقتها كلية هارفارد للأعمال من مانح دولي. [17]
في عام 2017، تبرعت Tata Trusts بمبلغ 70 مليون دولار أمريكي لجامعة كاليفورنيا، سان دييغو، كما شاركت معهم في إنشاء معهد تاتا للوراثة والمجتمع (TIGS) لمعالجة بعض القضايا الأكثر إلحاحًا في العالم، بدءًا من الصحة العامة إلى الزراعة. تقديراً للتبرع، تم تسمية المبنى الذي يضم TIGS باسم Tata Hall [19]. كما أنه أكبر تبرع دولي يتم تقديمه لجامعة كاليفورنيا، سان دييغو. [20] [21]
في عام 2017، تبرعت Tata Consultancy Services (TCS) بمنحة غير مسبوقة بقيمة 35 مليون دولار لجامعة كارنيجي ميلون، وهي أكبر تبرع صناعي على الإطلاق للجامعة، للتعاون على تعزيز تقنيات الجيل التالي التي ستقود الثورة الصناعية الرابعة، بما في ذلك الأنظمة المعرفية والمستقلة. المركبات. [22]
راتان تاتا
راتان تاتا، الرئيس السابق لمجموعة تاتا [23]
في عام 2017، فازت أكاديمية تاتا لكرة القدم بمناقصة تشكيل Jamshedpur FC، وهو نادٍ لكرة القدم قائم على Jamshedpur of Jharkhand في النسخة الرابعة من الدوري الهندي الممتاز. [24]
في عام 2020، تبرعت Tata Group بمبلغ 1500 كرور روبية لصندوق PM Cares لمحاربة جائحة COVID-19 في الهند. [25]